# Albrecht Schubert
Albrecht Schubert (Glatz, 23 giugno 1886 – Bielefeld, 26 novembre 1966) è stato un generale tedesco della Wehrmacht durante la seconda guerra mondiale, decorato con la Croce di Cavaliere della Croce di Ferro.

## Biografia
Schubert nacque il 23 giugno 1886 a Glatz (ora conosciuto come Kłodzko è facente parte della Polonia, allora parte della Slesia), in una famiglia slesiana con antichi antenati. Nel 1904 venne arruolato nell'Esercito prussiano e inizialmente servì nel 2. Infanterie-Regiment "Prinz Louis von Preussen". Agli inizi della prima guerra mondiale aveva gia raggiunto il grado di tenente.
nel 1914 venne promosso a capitano e durante la guerra servì nel 1. Grenadier-Regiment, nella 21. Brigade der Reserve, la 4. Landwehr Division, l'11. Infanterie-Division e come ufficiale di stato maggiore nella 202. Infanterie-Division. Dopo la guerra continuò a servire nella Reichswehr servendo a Stettino nella 2ª Divisione, e in seguito nell'8º Reggimento di fanteria prussiano. Nel 1926 venne promosso a maggiore, nel 1931 a tenente colonnello e a colonnello nel 1933. Tre anni dopo divenne comandante del 12º reggimento di fanteria. Dopo l'ascesa al potere di Adolf Hitler, la sua carriera subì una notevole accelerazione. Nell'aprile 1936 venne promosso a maggior generale e nel marzo 1938 a tenente generale. Nel mese successivo dello stesso anno divenne comandante della 44. Infanterie-Division, con cui prese parte alle prime fasi della seconda guerra mondiale.
durante l'invasione combinata tedesca e sovietica della Polonia nel 1939 la sua unità prese parte ai combattimenti come parte della 14ª Armata. Dopo la fine delle ostilità nell'ottobre 1939 venne temporaneamente ritirato al personale della riserva, ma in seguito subito richiamato in servizio attivo come comandante provvisorio dell'XXIII Corpo d'armata, con cui prese parte alla Campagna di Francia nel 1940.
poco prima dell'inizio dell'Operazione Barbarossa venne promosso a General der Infanterie (Generale di fanteria) e il suo corpo venne collocato nella Prussia Orientale. Nel settembre 1941 ricevette la Croce di Cavaliere della Croce di Ferro. Nel maggio 1942 venne temporaneamente nominato comandante della 9ª Armata ma venne nuovamente ritirato dal servizio attivo nell'estate dello stesso anno. L'anno dopo tornò in servizio attivo e venne nominato comandante dell'XI. Armeekorps con base ad Hannover. Fino alla fine della guerra servì in diverse posizioni nello stato maggiore a Vienna lontano dal fronte. Schubert sopravvisse alla guerra e morì il 26 novembre 1966 a Bielefeld all'età di 80 anni.